# Северный Илокос
Северный Илокос (исп. Ilocos Norte, илок. Umamianan nga Ilocos, таг. Hilagang Ilokos) — провинция Филиппинской республики, расположенная в северной части острова Лусон, крупнейшего из Филиппинских островов. Административный центр — город Лаоаг.

## География
Площадь провинции составляет 3399,3 км². На западе провинция омывается Южно-Китайским морем. На суше соседними провинциями являются Южный Илокос, Абра и Кагаян.

## Население
Население по данным на 2010 год составляет 568 017 человек. Плотность населения — 167,10 чел./км².
Среди местных жителей преобладают илоки. В провинции распространён язык илокано. По вероисповеданию большинство населения провинции являются католиками. Также значительное влияние имеет церковь Аглипая, основателем которой является Грегорио Аглипай, уроженец города Батак.

## Административное деление
В административном отношении подразделяется на 2 города (Батак и Лаоаг) и 21 муниципалитет:
| - Адамс - Бакарра - Бадок - Банги - Банна - Бургос - Караси | - Курримао - Динграс - Думалнег - Маркос - Нуэва-Эра - Пагудпуд - Паоай | - Пасукин - Пиддиг - Пинили - Сан-Николас - Саррат - Солсона - Винтар |

## Галерея

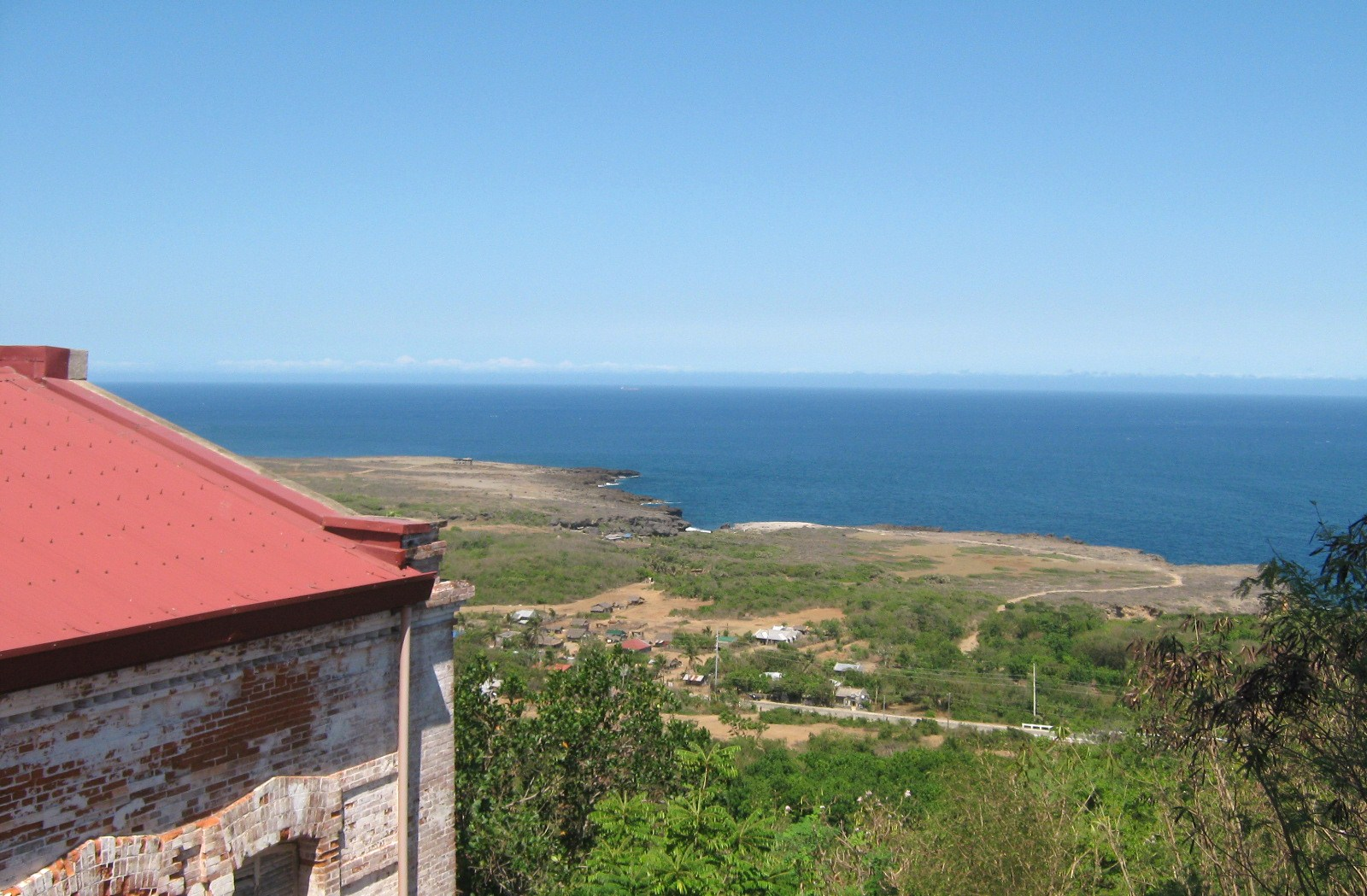
Вид на мыс Бохеадор
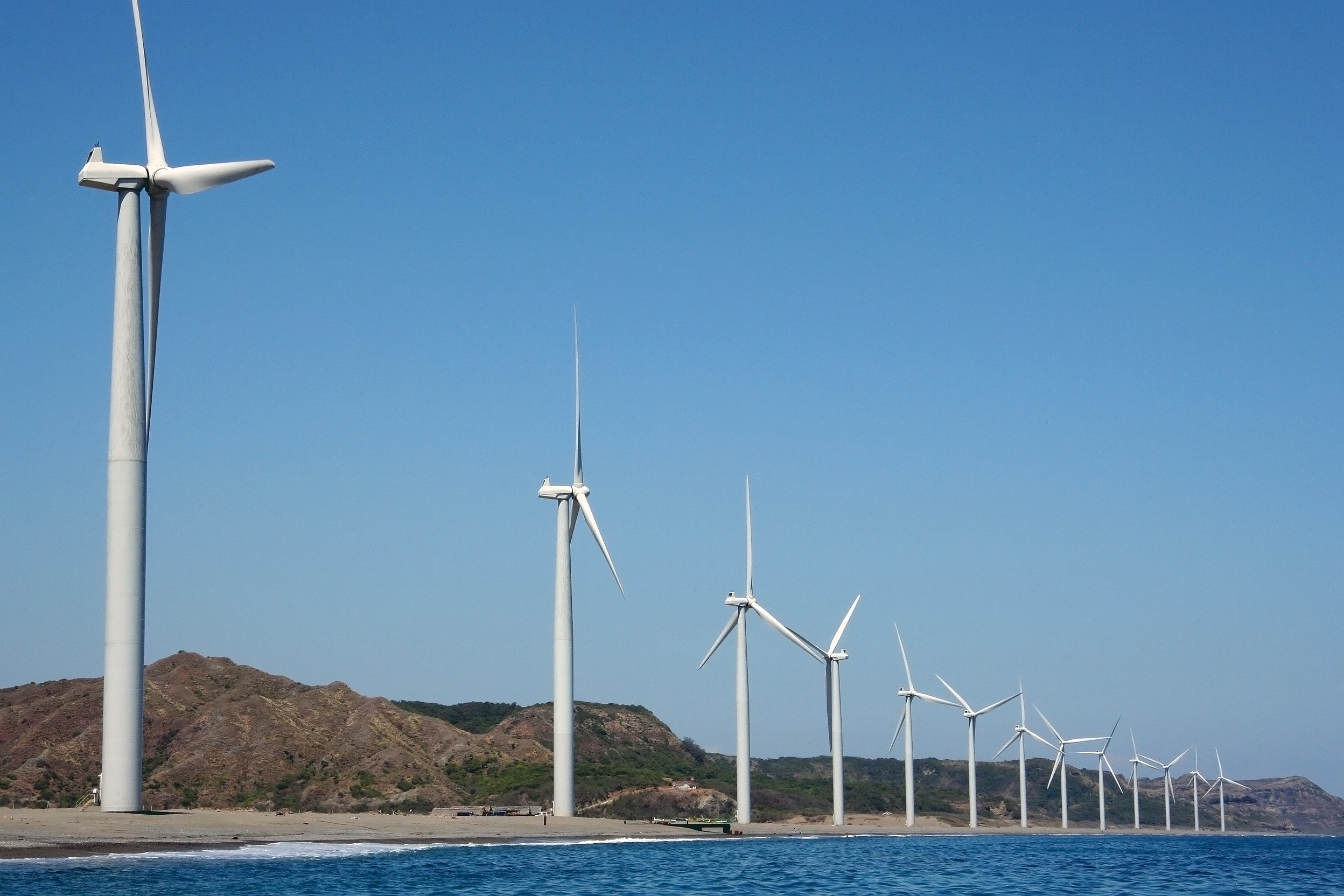
Ветряные электростанции в Банги
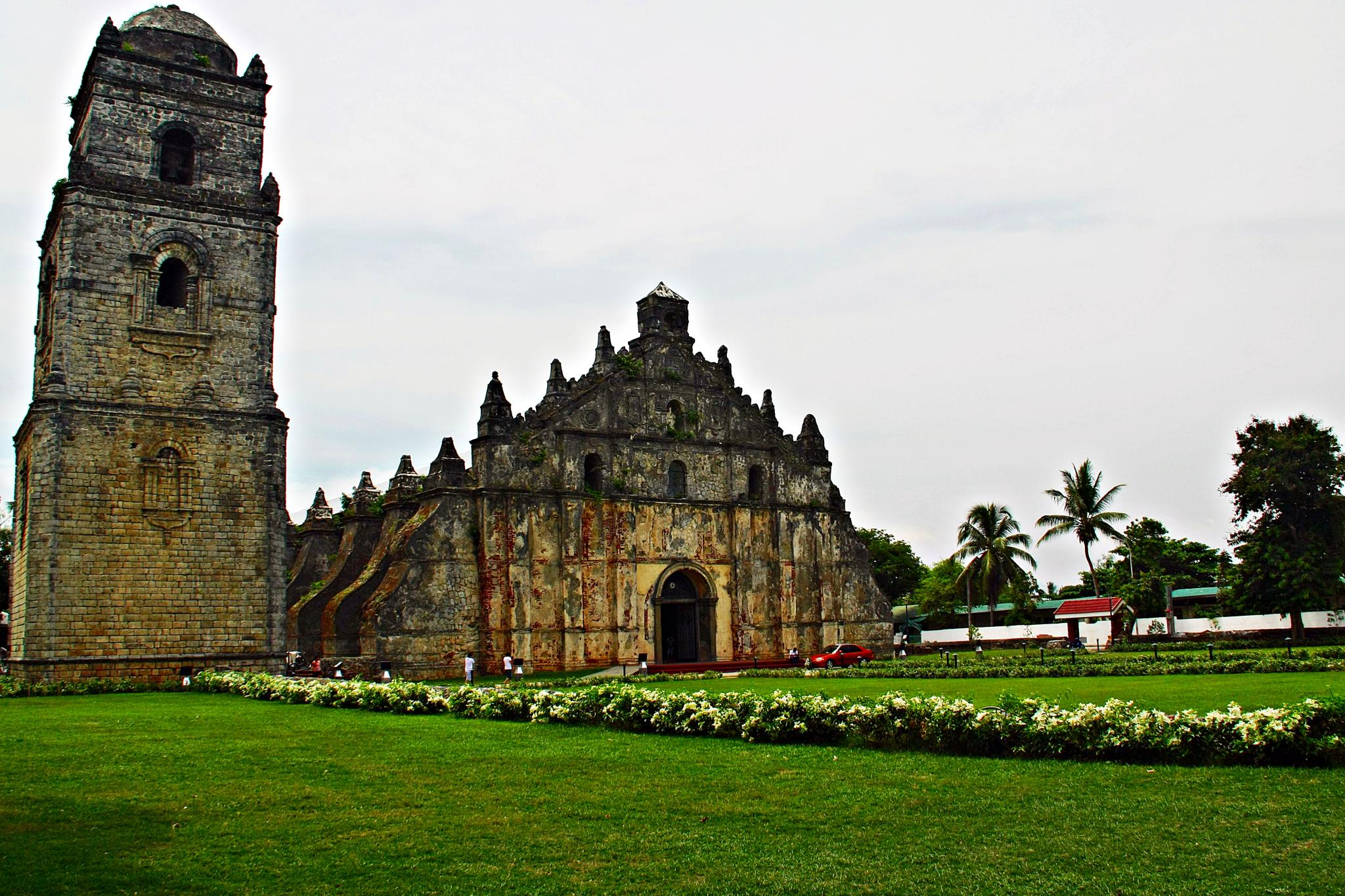
Церковь в муниципалитете Паоай